# Budavári sikló
Budavári sikló – kolej linowo-terenowa w Budapeszcie, stolicy Węgier, zarządzana przez Budapesti Közlekedési Zrt.

## Historia

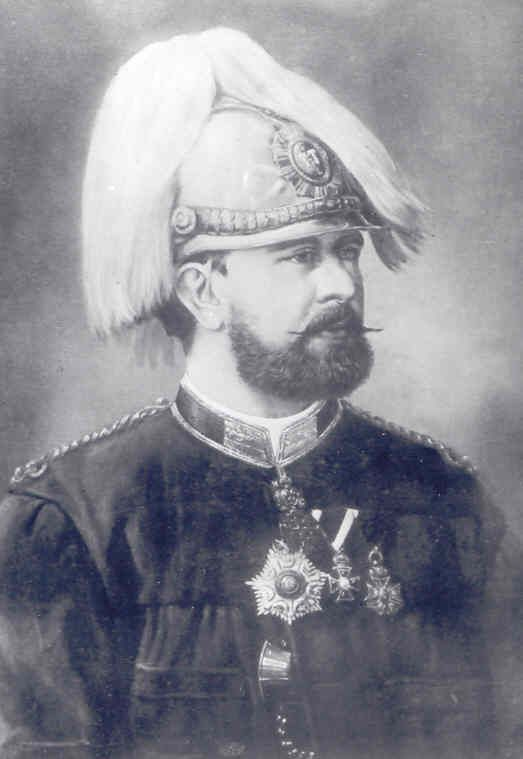
Ödön Széchenyi był jednym z inicjatorów budowy kolejki linowej Budavári sikló i kolei zębatej, założycielem, udziałowcem lub darczyńcą szeregu instytucji gospodarczych i kulturalnych

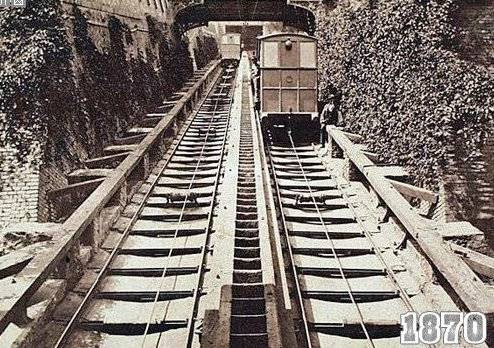
Kolej w 1870 roku

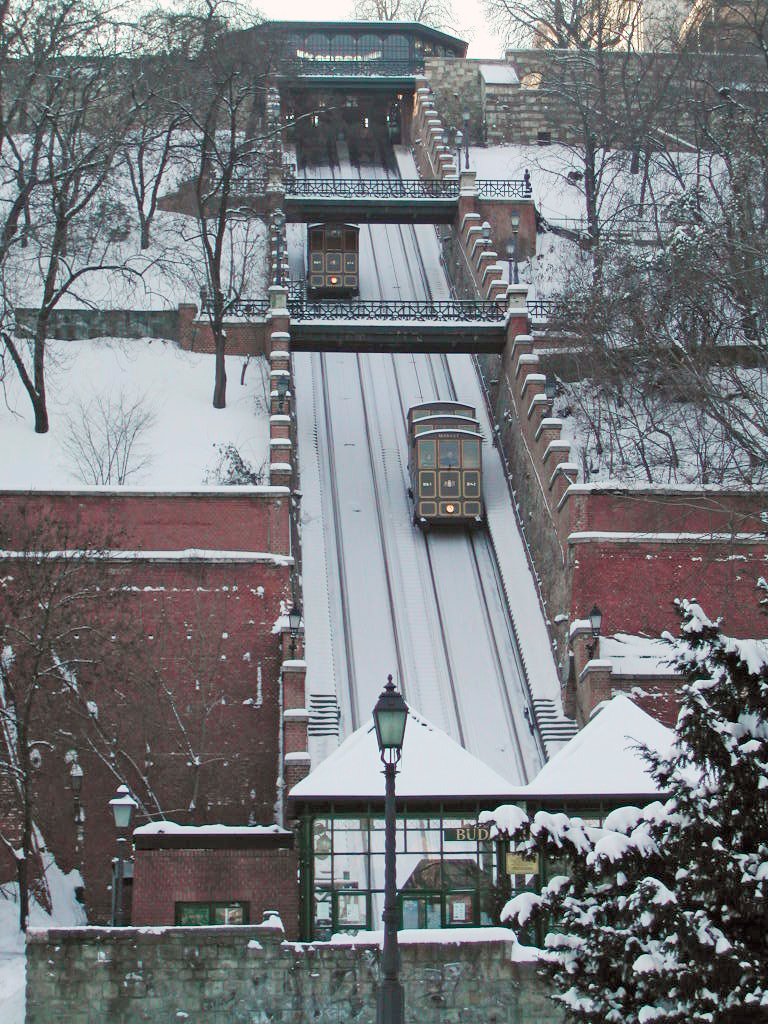
Kolej współcześnie, widok z dolnej stacji

Została zbudowana w 1870 roku jako druga na świecie (po Lyonie), jest jednocześnie najstarszą funkcjonującą do dziś koleją linowo-terenową. Powstała w celu przewożenia pasażerów z okolic Mostu Łańcuchowego na Wzgórze Zamkowe i znajdujący się na nim Zamek Królewski. Inicjatorem stworzenia kolei był Ödön Széchenyi, syn Istvána Széchenyiego.

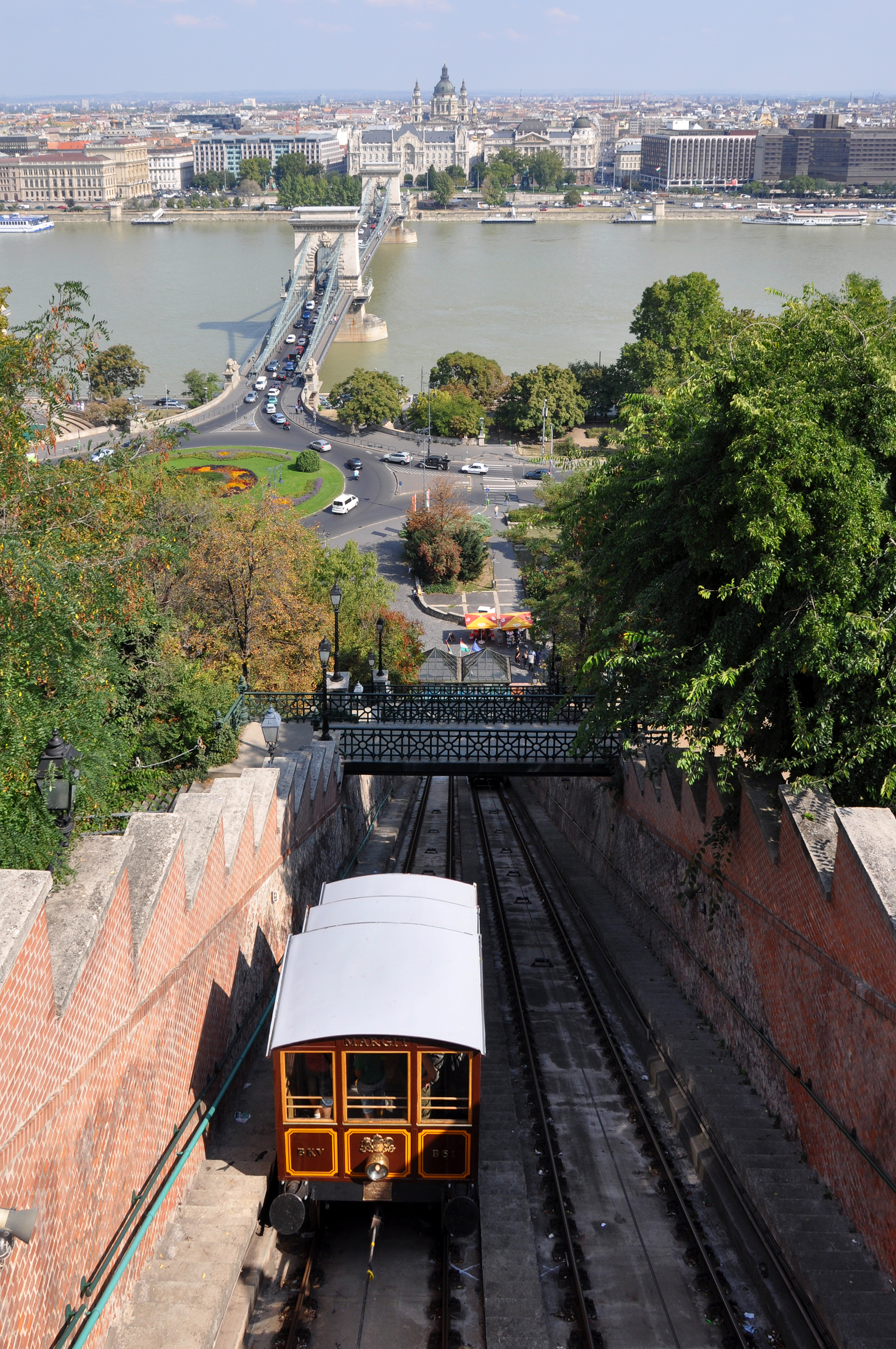
Kolej współcześnie, w tle Most Łańcuchowy

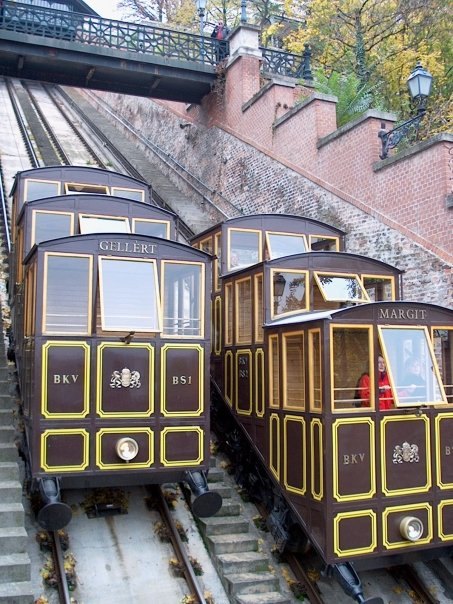
Wagoniki kolei

Budowa kolei rozpoczęła się latem 1868 roku pod kierownictwem Henrika Wolfahrta. Wagony bez napędu zostały wyprodukowane w Wiedniu i składały się z trzech kabin, po 8 pasażerów każda. Siłownia napędzana maszyną parową była zlokalizowana na dolnej stacji. Jazda testowa odbyła się 23 października 1869 roku. Kolej została oddana do użytku 2 maja 1870 roku, a od 1920 roku jest własnością miasta. Do 1928 roku była jedynym środkiem transportu, docierającym na Wzgórze Zamkowe. Kolej działała nieprzerwanie aż do 1944 roku, kiedy została zniszczona podczas oblężenia miasta. Bomby trafiły w maszynownię, uszkodzeniu uległy też stacja górna kolejki oraz fragment torów. Po wojnie tory zostały rozebrane. Plan odbudowy pojawił się już w 1960 roku, jednak rozpoczęto ją dopiero w marcu 1985 roku. Kolej odbudowano w pierwotnej lokalizacji, dostosowano ją jednak do otoczenia oraz współczesnych wymogów technicznych przy użyciu wagonów elektrycznych, nazwanych Margit i Géllert, które zachowały dawny wygląd, podział na trzy kabiny oraz wahadłowy system działania. Ponadto, maszynownia, która przed wojną znajdowała się w dolnej stacji kolei, tym razem została umieszczona na górnej stacji. 4 czerwca 1986 roku wznowiono ruch kolei. W 1987 roku kolej, wraz z innymi atrakcjami Budapesztu, znalazła się na liście światowego dziedzictwa UNESCO. Początkowo wagony poruszały się z prędkością 3 m/s, ale w 1988 roku na prośbę podróżujących prędkość zmniejszono o połowę. W 2009 roku wagony przeszły renowację. Z okazji 150-lecia istnienia kolei, w 2020 roku węgierska poczta wydała znaczki pocztowe z jej wizerunkiem.

## Parametry techniczne
- Długość trasy 95 m. Różnica wysokości między dolną a górną stacją wynosi 50 m.
- Obydwa wagoniki kolejki poruszają się na zasadzie wahadła. Podczas gdy jeden jedzie w górę, drugi zjeżdża na dół. W jednym wagoniku może podróżować jednocześnie 24 osoby.
- Obecna kolejka została zaprojektowana i wykonana na szybkość podróżną 3 m/s, ale na prośby podróżnych została w 1988 r. zmniejszono ją o połowę.
- Kolejka ma normalny rozstaw szyn (1435 mm). Podwozia dzisiejszych wagoników zostały zbudowane z części zamiennych budapeszteńskie kolei aglomeracyjnej BHÉV, o czym świadczą napisy na pokrywach łożysk[13].
- Pierwotna siłownia z maszyną parową znajdowała się na dolnej stacji. Obecnie kolejka jest napędzana silnikiem elektrycznym, umieszczonym  w siłowni pod górną stacją.
- Obecnie wagoniki mają swoje nazwy, a tory numerację. Po północnym torze od strony tunelu kursuje wagonik BS1 „Margit”, a po południowej stronie BS2 „Gellért”.
- Od dnia otwarcia kolejka kursuje codziennie w godzinach od 7.30 do 22.00. W poniedziałki każdego nieparzystego tygodnia specjaliści przeprowadzają konserwację. Zimą komunikacja rusza o 15.00, natomiast w pozostałych porach roku już o 9.00.
- Oprócz konserwacji przeprowadzanej co dwa tygodnie, dwukrotnie, wiosną i jesienią, ruch jest zatrzymywany na 5 dni, w celu przeprowadzenia poważniejszych prac[14].
- Cena przejazdu w 2020 r. wynosiła 1400 forintów[15].
- Do końca XIX wieku, kolej obsługiwała 400–500 tys. pasażerów rocznie, natomiast w 2014 roku odbyła 800 tys. przejazdów[6].